# Ammophila shoshone
Ammophila shoshone är en biart som beskrevs av Menke 1967. Ammophila shoshone ingår i släktet Ammophila och familjen grävsteklar. Inga underarter finns listade i Catalogue of Life.